# Нововознесенское
Нововознесенское (укр. Нововознесенське) — село в Высокопольской поселковой общине Бериславского района Херсонской области Украины.
Почтовый индекс — 74042. Телефонный код — 5535. Код КОАТУУ — 652188250.

## Население
Население по переписи 2001 года составляло 622 человека.

### Языковой состав
Родной язык населения по данным переписи 2001 года:
| Язык       | Численность, чел. | Доля     |
| ---------- | ----------------- | -------- |
| Украинский | 598               | 96,14 %  |
| Русский    | 17                | 2,73 %   |
| Другое     | 7                 | 1,13 %   |
| Итого      | 622               | 100,00 % |

## История
Во время российской оккупации в селе находилась тюрма для задержанных проукраински настроенных жителей.
Нововознесенское основано в конце 19 века. Одним из первопоселенцев села был Максим Мец с семьей, приехавший сюда в 1885 году.
6 сентября 2022 года Генштаб ВСУ заявил, что ВСУ освободили Нововознесенское в Херсонской области.
1. ↑  Анастасия Ковалева. ВСУ освободили Нововознесенское в Херсонской области: над городом развевается украинский флаг. StopCor (6 сентября 2022). Дата обращения: 7 сентября 2022. Архивировано 7 сентября 2022 года.